# Pseudaletia roraimae
Pseudaletia roraimae là một loài bướm đêm trong họ Noctuidae.